# Cử tạ tại Thế vận hội Mùa hè 2016 - 48 kg nữ
Nội dung 48 kg nữ môn cử tạ tại Thế vận hội Mùa hè 2016 ở Rio de Janeiro diễn ra vào ngày 6 tháng 8 tại Nhà thi đấu số 2 thuộc Riocentro.

## Lịch thi đấu
Tất cả theo Giờ Brasil (UTC-03:00)
| Ngày                | Giờ   | Nội dung |
| ------------------- | ----- | -------- |
| 06 tháng 8 năm 2016 | 19:00 | Nhóm A   |

## Kỷ lục
Trước cuộc đấu này, tồn tại các kỷ lục Olympic và thế giới sau.
| Kỷ lục thế giới | Cử giật | Dương Luyện (CHN)   | 98 kg  | Santo Domingo, Cộng hòa Dominica | 1 tháng 10 năm 2006 |
| Kỷ lục thế giới | Cử đẩy  | Nurcan Taylan (TUR) | 121 kg | Antalya, Thổ Nhĩ Kỳ              | 17 tháng 9 năm 2010 |
| Kỷ lục thế giới | Tổng cử | Dương Liên (CHN)    | 217 kg | Santo Domingo, Cộng hòa Dominica | 1 tháng 10 năm 2006 |
| Kỷ lục Olympic  | Cử giật | Nurcan Taylan (TUR) | 97 kg  | Athens, Hy Lạp                   | 14 tháng 8 năm 2004 |
| Kỷ lục Olympic  | Cử đẩy  | Trần Tiếp Hà (CHN)  | 117 kg | Bắc Kinh, Trung Quốc             | 9 tháng 8 năm 2008  |
| Kỷ lục Olympic  | Tổng cử | Trần Tiếp Hà (CHN)  | 212 kg | Bắc Kinh, Trung Quốc             | 9 tháng 8 năm 2008  |

## Kết quả
| Xếp hạng | Vận động viên               | Nhóm | Trọng lượng cơ thể | Cử giật (kg) | Cử giật (kg) | Cử giật (kg) | Cử giật (kg) | Cử đẩy (kg) | Cử đẩy (kg) | Cử đẩy (kg) | Cử đẩy (kg) | Tổng cử |
| Xếp hạng | Vận động viên               | Nhóm | Trọng lượng cơ thể | 1            | 2            | 3            | Kết quả      | 1           | 2           | 3           | Kết quả     | Tổng cử |
| -------- | --------------------------- | ---- | ------------------ | ------------ | ------------ | ------------ | ------------ | ----------- | ----------- | ----------- | ----------- | ------- |
| 1        | Sopita Tanasan (THA)        | A    | 47.91              | 88           | 90           | 92           | 92           | 106         | 108         | 110         | 108         | 200     |
| 2        | Sri Wahyuni Agustiani (INA) | A    | 47.25              | 82           | 85           | 87           | 85           | 107         | 115         | 115         | 107         | 192     |
| 3        | Miyake Hiromi (JPN)         | A    | 47.95              | 81           | 81           | 81           | 81           | 105         | 107         | 107         | 107         | 188     |
| 4        | Beatriz Pirón (DOM)         | A    | 47.50              | 85           | 87           | 87           | 85           | 102         | 105         | 105         | 102         | 187     |
| 5        | Margarita Yelisseyeva (KAZ) | A    | 47.72              | 80           | 84           | 84           | 80           | 103         | 106         | 106         | 106         | 186     |
| 6        | Morghan King (USA)          | A    | 47.79              | 80           | 82           | 83           | 83           | 100         | 103         | 103         | 100         | 183     |
| 7        | Trần Vi Lăng (TPE)          | A    | 47.13              | 75           | 79           | 81           | 81           | 99          | 100         | 100         | 100         | 181     |
| 8        | Iuliia Paratova (UKR)       | A    | 47.74              | 84           | 86           | 86           | 84           | 95          | 95          | 98          | 95          | 179     |
| 9        | Roilya Ranaivosoa (MRI)     | A    | 47.90              | 73           | 78           | 80           | 80           | 93          | 98          | 100         | 93          | 173     |
| 10       | Zhanyl Okoeva (KGZ)         | A    | 47.56              | 68           | 72           | 75           | 72           | 92          | 97          | 101         | 97          | 169     |
| —        | Saikhom Mirabai Chanu (IND) | A    | 47.77              | 82           | 82           | 84           | 82           | 104         | 106         | 106         | —           | —       |
| —        | Vương Thị Huyền (VIE)       | A    | 47.84              | 83           | 84           | 84           | —            | —           | —           | —           | —           | —       |